# الشدادي (محافظة خيبر)
الشدادي قرية من قرى محافظة خيبر في منطقة المدينة المنورة في السعودية، تقع شمال المدينة المنورة